# Cyanoloxia
Cyanoloxia este un gen de păsări din familia Cardinalidae.
Genul conține 4 specii:
- Cyanoloxia glaucocaerulea – botgros indigo
- Cyanoloxia cyanoides – botgros albastru-negru
- Cyanoloxia rothschildii – botgros amazonian
- Cyanoloxia brissonii – botgros ultramarin